# Ida May Park

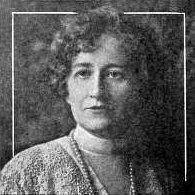

Ida May Park (28 de dezembro de 1879 – 13 de junho de 1954) foi uma diretora de cinema e roteirista norte-americana da era do cinema mudo. Ela escreveu os roteiros para 50 filmes entre 1914 e 1930. Também dirigiu 14 filmes entre 1917 e 1920.
Foi casada com o diretor canadense Joe De Grasse.

## Filmografia selecionada
- Broadway Love (1918 - também dirigiu)
- The Grand Passion (1918 - também dirigiu)
- The Rescue (1917 - também dirigiu)
- Fires of Rebellion (1917 - também dirigiu)
- The Flashlight (1917 - também dirigiu)
- The Girl in the Checkered Coat (1917)
- The Place Beyond the Winds (1916)
- If My Country Should Call (1916)
- The Grasp of Greed (1916)
- Bobbie of the Ballet (1916)
- The Gilded Spider (1916)
- Tangled Hearts (1916)
- Mountain Justice (1915)
- Bound on the Wheel (1915)
- Steady Company (1915)
- The Girl of the Night (1915)
- The Grind (1915)
- All for Peggy (1915)
- Her Bounty (1914)